# ديانا برينس
ديانا برينس (بالإنجليزية: Diana prince)‏ هي شخصية خيالية من إنشاء دي سي كومكس وظهرت لأول مرة في يناير من عام 1942، وهي الشخصية العادية غير الخارقة للمرأة المعجزة وتظهر على أنها مغتربة من بلادها الأصلية.